# 長背亞口魚
長背亞口魚（學名：Cycleptus elongatus），為輻鰭魚綱鯉形目亞口魚科的其中一種，為溫帶淡水魚，分布於北美洲美國明尼蘇達州和威斯康辛州以北的密西西比河，北達科他州、南達科他州和蒙大拿州的密蘇里河及德克薩斯州與墨西哥的格蘭德河流域，本魚體呈延長略側扁，體色多樣，從淺鋼灰色到墨黑色，口下位，周邊具有乳狀突起，頭部圓鈍，背鰭鐮刀狀，24-35條鰭條，尾柄長，尾鰭深分叉，臀鰭鰭條7-8條枚，側線鱗55-58枚，體長可達93公分，壽命可達13年，棲息岩石、沙底質、流動快速的溪流底層水域，以水生昆蟲、甲殼類、藻類為食，繁殖期在3至6月。

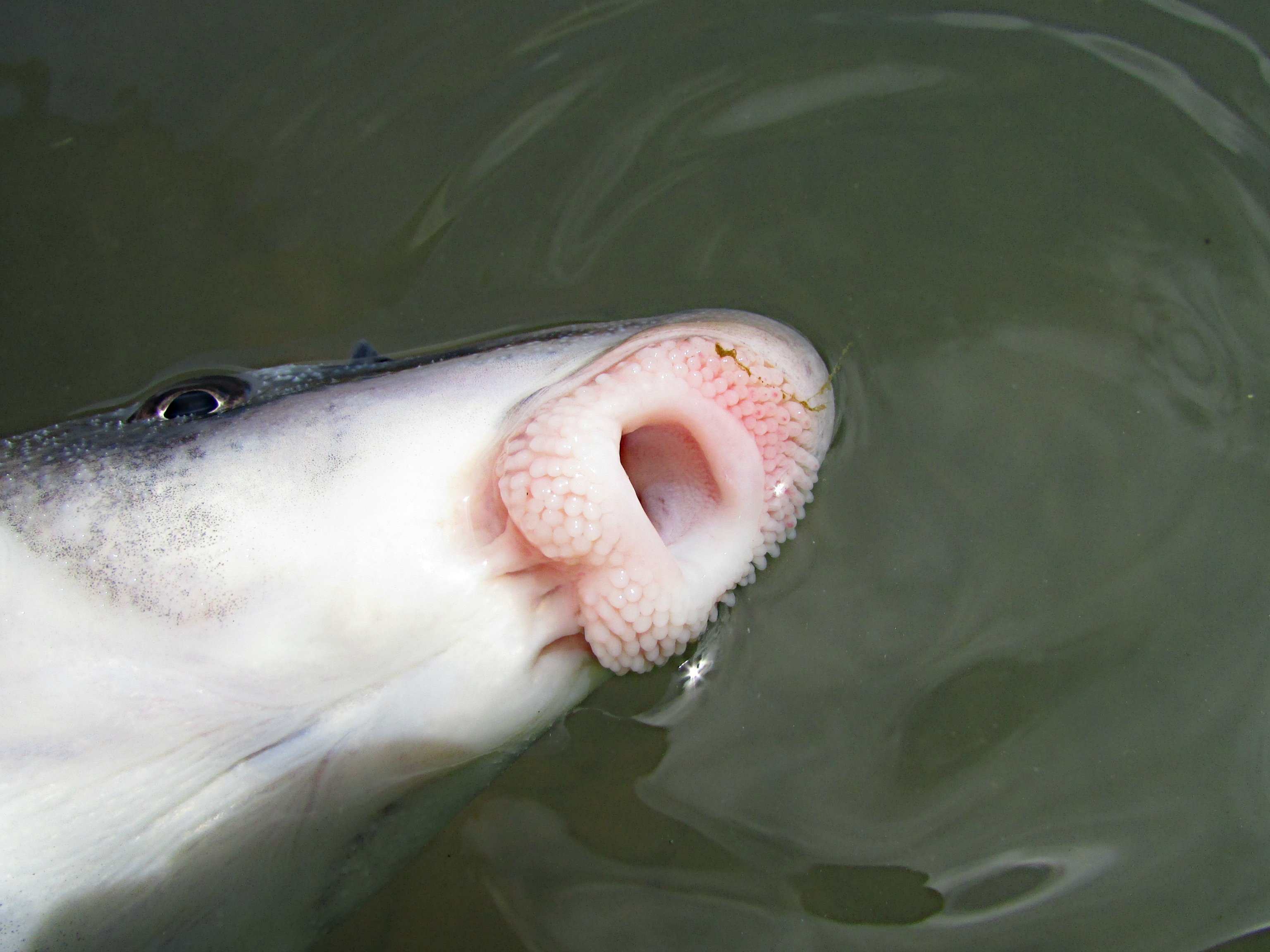
長背亞口魚口部特寫